# Негалахические евреи
Негалахические евреи — граждане Израиля еврейского происхождения, не признаваемые государством как евреи на основе религиозного закона Галаха.
В Израиле, в соответствии с Галахой, принадлежность к еврейству определяется по матери. Начиная с 2010 года, любой, кто иммигрировал в Израиль после 1990 года и желает вступить в брак или развестись по еврейской традиции, должен пройти «тест на еврейство» в еврейском религиозном суде.
Во многих других государствах молодые люди, имеющие родителей разных национальностей, имеют возможность выбрать национальность любого из родителей исходя из личных предпочтений. Вследствие этого множество граждан других государств, считающих себя или числящихся по личным документам евреями в странах исхода, в Израиле таковыми не считаются. Этот казус привёл к появлению таких неофициальных определений, как «евреи по отцу» и «евреи по деду», и «негалахические евреи». Евреи — потому, что таковыми их считали в других странах либо таковыми они считают себя сами, а негалахические — потому, что законодательство Государства Израиль в соответствии с религиозным законом Галахи не считает их евреями.
Тем не менее, на основании Закона о возвращении негалахическим евреям предоставляется гражданство Израиля как потомкам еврея (до третьего поколения). Израильское законодательство не использует понятия «негалахический еврей» и не определяет его. Законодательство концентрируется на определении того, кто является евреем, отдельно — в рамках Закона о возвращении, отдельно — в рамках инструкций МВД, относящихся к содержанию граф «национальность» и «религия», и отдельно — в рамках решений религиозных судов, в чьей юрисдикции находится сфера семейного права — браки, разводы и связанные с ними вопросы.
В 2018 году только 39 % иммигрантов признаны евреями. 54 % определены как «другие», несмотря на то что большинство из них переехало в Израиль в соответствии с Законом о возвращении. Остальные 7 % — это арабы.
На начало 2019 года численность негалахических евреев в Израиле составляет от 300 000 до 400 000 человек, и это число постоянно увеличивается из-за естественного роста и иммиграции. Большинство этих людей не может вступать в брак на территории Израиля, то есть лишено одного из гражданских прав.
Среди негалахических евреев Израиля есть как последователи ислама и христианства, так и иудаизма.
Эта часть израильского общества представлена, в основном, репатриантами из бывшего СССР и других стран Европы, где было много внеконфессиональных межнациональных браков.
К этой категории также относят и граждан других государств, имеющих непосредственное отношение к еврейской диаспоре, но не признаваемых евреями согласно религиозным законам иудаизма. У значительной части еврейских иммигрантов из бывшего СССР, проживающих с начала 1990-х годов в Германии, наблюдается аналогичная ситуация в плане непризнания их евреями со стороны официальных структур еврейской общины страны проживания.

## ДНК-тест
При отсутствии документов, подтверждающих еврейство либо кровную связь с родственниками-евреями (проблема, потенциально касающаяся многих евреев-ашкеназов из бывшего СССР), начиная с 2017 некоторые раввинатские суды принимают в качестве доказательства родства Тест ДНК.
По крайней мере 20 семейных пар из бывшего СССР вынуждены были пройти ДНК-тест, чтобы проверить, являются ли они «генетически евреями» в качестве условия для регистрации брака. «Это дискриминация иммигрантов из бывшего СССР» — сказал раввин д-р Шауль Фарбер, основавший в 2002 году некоммерческую организацию Itim. «Это вопиющая дискриминация и расизм» — сказал бывший министр обороны Авигдор Либерман — «ни одного иммигранта из другой страны не попросили пройти подобные тесты».
В марте 2019 года министр внутренних дел Израиля Арье Дери выступил за использование ДНК-теста для «подтверждения еврейства» репатриантов из стран СНГ потому, что в стране слишком много иммигрантов из бывшего СССР — «сотни тысяч из них, к большому сожалению, не являются галахическими евреями».